# Karl-August Zimmermann
Karl-August Zimmermann (* 17. September 1927 in Duisburg; † 17. Februar 2004 in Voerde (Niederrhein)) war ein deutscher Eisenhüttenmann und Manager der deutschen Stahlindustrie.

## Leben
Karl-August Zimmermann studierte Eisenhüttenkunde an der Bergakademie Clausthal. 1950 wurde er im Corps Montania Clausthal aktiv. 1954 wurde er von der Fakultät für Berg- und Hüttenwesen der Bergakademie Clausthal zum Dr.-Ing. promoviert. Danach trat er in den Thyssen-Konzern ein, wo er nach Positionen in der Produktion zum Vorstandsmitglied, verantwortlich für das Ressort Technik, aufstieg. In die frühe Zeit seiner Vorstandstätigkeit fiel die Inbetriebnahme des damals größten Hochofens Europas in Hamborn und die Beseitigung von bei der Inbetriebnahme aufgetretenen schalltechnischen Problemen. Nach einem konzerninternen Konflikt 1984 mit Dieter Spethmann verlor er sein Ressort und gehörte dem Vorstand ohne Kompetenzen an.
Zimmermann war Mitglied des Aufsichtsrats der Rasselstein AG und der AEG Aktiengesellschaft. Zudem war er Mitglied im Arbeitgeberverband der Eisen- und Stahlindustrie. Von 1989 bis 1994 war er Vorsitzender des Stahlinstituts VDEh.

## Auszeichnungen
- Dr.-Ing. E. h.
- Ehrenmitglied des Stahlinstituts VDEh, Ernennung 1995

## Schriften
- Das karbonatische Bültener Erz als Kühlmittel beim Thomasprozeß, 1954
- Planung einer programmgesteuerten Universal-Brammenstraße, 1963 (Bericht des Walzwerksausschusses des Vereins Deutscher Eisenhüttenleute, Nr. 293)
- Zurichtung schwerer Profile, 1965 (Bericht des Walzwerksausschusses des Vereins Deutscher Eisenhüttenleute, Nr. 309, zusammen mit Siegfried Robert)
- Beeinflussung des Blasverhaltens im Sauerstoffaufblas-Konverter, 1966 (Bericht des Stahlwerksausschusses des Vereins Deutscher Eisenhüttenleute, Nr. 830, zusammen mit Joachim Koenitzer)
- Erhöhung der Leistung des Gießbetriebes in einem Sauerstoffaufblas-Stahlwerk durch Verkürzung der Gießzeiten, 1967 (Bericht des Stahlwerksausschusses des Vereins Deutscher Eisenhüttenleute, Nr. 854, zusammen mit Rudolf Hammer, Joachim Koenitzer)
- Betriebserfahrungen bei der Herstellung von niedriggekohlten Stählen für die Flachstahlerzeugung nach dem Sauerstoffaufblas-Verfahren, 1969 (zusammen mit Gerhard Bauer, Joachim Koenitzer)